# 마르틴 악센로트
에리크 마르틴 "악세" 악센로트(스웨덴어: Erik Martin "Axe" Axenrot, 1979년 3월 5일 스웨덴 린셰핑 ~ )는 스웨덴의 데스 메탈 드러머이다. 그의 복잡한 연주는 널리 알려져 있으며 현재 오페스, 블러드배스, 위처리의 드러머로 재직 중이다. 그의 실력은 같은 오페스의 구성원들과 팬들로부터 칭송받으며 밴드의 프론트맨 미카엘 오케르펠트는 "그와 연주하는 것이 항상 즐겁다" 라고 했다. 악센로트는 또한 밴드 구성원들과 팬들로부터 반지의 제왕의 등장인물인 레골라스를 닮았다고 별명이 붙여졌다.
블래버마우스 웹사이트에서 오케르펠트는 또한 악센로트가 단 7일 만에 Watershed 음반의 모든 11개 트랙의 드럼 녹음을 마쳤다고 감탄해했다.
그의 여자친구인 나탈리 로리츠는 오페스의 Watershed 음반의 수록곡 "Coil"의 보컬을 맡았다.

## 역사
악센로트의 첫 밴드인 '트라이엄패터(Triumphator)'는 1995년에 결성되어 EP 음반 "The Ultimate Sacrifice"와 풀랭스 음반 "Wings of Antichrist"를 발매했다. 그는 1996년 발매된 데모 음반 "The Triumph of Satan"에만 참여하고 밴드를 탈퇴했다.
1999년, 그는 위처리와 니펠하임의 구성원이 되었다. 2004년, 그는 블러드배스의 구성원인 단 스바뇌가 드러머 자리를 악센로트에게 넘겨주고 기타리스트와 송라이터로 활동하기 시작하였다. 2005년 2월 15일 이후 어느 날, 블러드배스의 구성원인 페테르 태그트그렌이 탈퇴하고 그를 대신하여 미카엘 오케르펠트가 밴드에 재가입하게 되었다. 악센로트는 그때 오케르펠트를 만나게 되고 그와의 만남에 대해, "난 블러드배스의 프로젝트를 하던 중에 오케르펠트를 만나게 되었다. 당시 난 여러 페스티벌에서 많은 다른 밴드들과 공연했었는데 그 중에 오페스 또한 있었기 때문에 나머지 구성원들 또한 알게 되었다. 스웨덴은 작은 나라다. 모두가 모두를 잘 안다."라고 말했다. 2005년 8월 29일, 오페스의 드러머 마르틴 로페스가 그의 지병으로 인해 일시적으로 밴드 활동을 쉬어야 했고 그의 공석은 위처리의 구성원인 파트리크 옌센의 추천으로 악센로트가 채우게 되었다. 오케르펠트 또한 그와 함께 블러드배스에서 활동했기 때문에 그를 오페스의 5개 투어에서 공연하도록 한다. 2006년 5월 12일, 로페즈가 수엔의 활동에 전념하기로 결정하여 오페스를 탈퇴하자 악센로트는 오페스의 정식 멤버로 승격되었다.

## 장비
그는 DW 드럼, 사비엔 심벌, 에반스 드럼헤드, 프로마크 드럼스틱을 사용한다.